# 1938 год в истории метрополитена
В этой статье перечисляются основные  события из истории метрополитенов в 1938 году. Полужирным шрифтом выделены открытия новых транспортных систем.

## События
- 13 марта — открыты станции Московского метрополитена «Площадь Революции» и «Курская», образована Арбатско-Покровская линия между станциями «Киевская» и «Курская».
- 10 сентября — открыто электродепо «Сокол» Московского метрополитена.
- 11 сентября — открыта Горьковско-Замоскворецкая линия Московского метрополитена со станциями: «Сокол», «Аэропорт», «Динамо», «Белорусская», «Маяковская», «Площадь Свердлова» (ныне «Театральная»). Общее количество станций стало 22.